# Pagoda Songjue
Pagoda Songjue (kitajsko: 嵩岳寺塔; pinjin: Sōngyuè sìtǎ), zgrajena leta 523 n. št., stoji v samostanu Songjue na gori Song v provinci Henan na Kitajskem. Zgrajena v času dinastije Severni Vei, je ta pagoda ena redkih nedotaknjenih pagod iz 6. stoletja na Kitajskem in je tudi najstarejša znana kitajska opečna pagoda. Večina struktur iz tistega obdobja je bila lesenih in se ni ohranila, čeprav še vedno obstajajo ruševine utrdb iz nabitih tal. Leta 2010 je bila pagoda skupaj z drugimi bližnjimi spomeniki vpisana na seznam svetovne dediščine UNESCO kot del Zgodovinski spomeniki Dengfenga v Centru Nebes in Zemlje.

## Ozadje
Širjenje budizma je dramatično vplivalo na kitajsko arhitekturo. Do 6. stoletja se je budizem z ogromno hitrostjo razširil po vsej Kitajski: kitajska kultura se je prilagajala in prilagajala svoje tradicije, da bi vključevala budistično čaščenje. Kitajci so zaobljeno zemeljsko gomilo južnoazijske stupe preoblikovali v visoko pagodo, da bi v njenem jedru shranili svete pokopane relikvije Bude.

## Slog in oblika
Pagoda se je sčasoma spreminjala od svojih indijskih budističnih začetkov do svoje oblike na Kitajskem. Edinstvena večstranska oblika pagode Songjue kaže, da predstavlja zgodnji poskus združitve kitajske arhitekture ravnih robov s krožnim slogom budizma z Indijske podceline. Obseg pagode se z naraščanjem zmanjšuje, kot je to vidno pri indijskih in srednjeazijskih budističnih stebrih jamskih templjev ter kasnejših okroglih pagodah na Kitajskem.
Pagoda Songjue je edinstvene oblike, saj ima dvanajst stranic. Stolp je visok 40 m in zgrajen iz rumenkaste opeke, ki je povezana z glineno malto. Je najstarejša ohranjena pagoda in je bila zgrajena v času, ko so bile po zapisih skoraj vse pagode lesene.
Pagoda ima nizek, navaden opečnat podstavek ali bazo in zelo visoko prvo nadstropje, značilno za pagode z več napušči, z balkoni, ki prvo nadstropje delijo na dva dela, in vrati, ki povezujejo oba dela. Okrašena obokana vrata in dekorativne apside ali niše so zapleteno izrezljane v čajnike ali leve. Ob vznožju stebrov vrat so rezbarije v obliki lotosovih cvetov, kapiteli stebrov pa imajo izrezljane bisere in lotosove cvetove. Po prvem nadstropju je petnajst tesno razporejenih streh, obloženih z napušči in majhnimi mrežastimi okni. Pagoda ima gosto razporejene okrasne napušče v slogu dougong, ki krasijo vsako nadstropje. V notranjosti pagode je stena valjaste oblike z osmimi nivoji štrlečih kamnitih opornikov za tisto, kar je bilo verjetno prvotno leseno. Pod pagodo je podzemna vrsta grobnih sob za ohranjanje kulturnih predmetov, pokopanih z mrtvimi. V najbolj notranji komori so bile shranjene budistične relikvije, prepisi budističnih svetih spisov in kipi Bude.